# Héctor Parra (Fußballspieler)
Héctor Ovidio Parra Cancino (* 10. August 1891 in Chillán; † 14. Dezember 1968) war ein chilenischer Fußballspieler und -trainer. Mit seinem Wechsel zum America FC (RJ) 1914 war der Abwehrspieler der erste im Ausland spielende Chilene. 1919 trainierte Parra die chilenische Nationalmannschaft bei der Südamerikameisterschaft.

## Karriere

### Verein
Héctor Parra spielte während seiner Schulzeit für den Industrial FC in seiner Heimatstadt Chillán und für die Escuela de Artes y Oficios in der Hauptstadt Santiago de Chile. Ab 1908 spielte der Abwehrspieler für den Gimnástico FC in der Asociación de Football de Santiago, mit dem er dreimal die Copa Unión gewann. Zudem wurde er für die Stadtauswahl Santiagos nominiert, die gegen andere Stadtauswahlteams spielte. Im Duell mit Valparaíso wurde dann hauptsächlich die Nationalmannschaft gebildet. Nach einer Tour mit der Nationalmannschaft nach Brasilien wurde er vom brasilianischen Klub America FC (RJ) für die kommende Spielzeit verpflichtet und wurde somit der erste chilenische Fußballspieler im Ausland.
1915 wechselte Parra zu Flamengo, wo er der zweite Ausländer nach dem Engländer Lawrence Selton Andrews und der erste Chilene im Team wurde. Mit Flamengo gewann Parra das Campeonato Carioca 1915.

### Trainer
Héctor Parra war Trainer der chilenischen Nationalmannschaft im Jahr 1919. Er führte das Team zum Campeonato Sudamericano 1919, bei dem La Roja drei Niederlagen in drei Spielen erleiden musste.

## Erfolge
Gimnástico
- Copa Unión: 1909, 1910, 1912

Flamengo
- Campeonato Carioca: 1915